# أسطورة كوسوفو

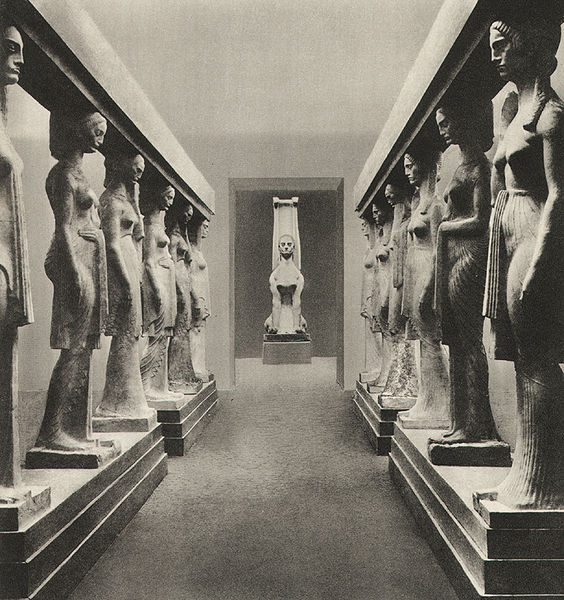
معبد فيفودان: الذي يجسد أسطورة كوسوفو.

أسطورة كوسوفو أو عهد كوسوفو هو الاعتقاد التقليدي للشعب الصربي، الذي يؤكد أن معركة كوسوفو (1389) ترمز إلى استشهاد الأمة الصربية في الدفاع عن شرفهم وشرف العالم المسيحي ضد الأتراك المسلمين. جوهر الأسطورة هو أنه خلال المعركة، خسر الصرب بقيادة القيصر لازار، لأنهم ضحوا بملك ترابي (الإمبراطورية الصربية) من أجل الحصول على ملكوت الله.
تطورت الأسطورة ببطء من خلال السجلات والتقليد الشفهي الخاص الصرب. منذ القرن التاسع عشر مع إحياء المشاعر القومية في أوروبا، أصبحت أسطورة كوسوفو عنصر تأسيسي مهم من الهوية العرقية، وكذلك التجانس الثقافي والسياسي للصرب، وفي وقت لاحق لأعضاء الدول السلافية الجنوبية الأخرى (يوغوسلافيا). العناصر الأساسية لأسطورة كوسوفو الانتقام، والإستشهاد، والخيانة والمجد. هيمنت هذه الأسطورة على الخطاب السياسي في صربيا حتى نهاية القرن العشرين. أدرجت أسطورة كوسوفو إلى الأوجه الهوية الوطنية الصربية المتعددة.
منذ تأسيس الأسطورة في نهاية القرن القرن الرابع عشر، تشابكت أسطورة كوسوفو التي صورت بأشكال شعرية وأدبية ودينية وفلسفية مع الأجندات السياسية والأيديولوجية. لم يتم إنشاء أسطورة كوسوفو على الفور بعد المعركة ولكنها تطورت فيما بعد من منشئي الإصدارات المختلفة. وجدت أسطورة كوسوفو في التقليد الشفهي الصربي لعدة قرون، حتى تم تسجيلها من قبل الجامعيين من أمثال فوك كاراديتش والتي أثارت المشاعر القومية في وقت لاحق من الأحداث التاريخية الكبرى مثل حروب البلقان والحرب العالمية الأولى.